# ヤショヴァルマン2世
ヤショヴァルマン2世（クメール語: យសោវរ្ម័នទី២, Yasovarman II, ? - 1166年）は、1160年から1166年までクメール王朝を統治した王である。ダーラニンドラヴァルマン2世を継承した。ヤショヴァルマン2世の統治は、部下の1人による暗殺によって終わった。